# Música, Moçambique!
Música, Moçambique! é um documentário etnográfico musical de 1981 realizado e produzido por José Fonseca e Costa. Trata-se da primeira co-produção cinematográfica de Portugal e Moçambique. Com a participação de artistas nacionais, como Mafende Mandio, e internacionais, como Miriam Makeba, o filme retrata a diversidade de sonoridades e danças exibida no I Festival da Canção e da Música Tradicional de Moçambique, decorrido num período de consolidação da independência do país.
O documentário estreou em Maputo a 25 de junho de 1981, numa cerimónia de comemoração do dia da Independência de Moçambique. Em Portugal, Música, Moçambique! fez parte da programação do 10º Festival Internacional de Cinema da Figueira da Foz, onde foi apresentado a 16 de setembro do mesmo ano.

## Sinopse
No I Festival da Canção e da Música Tradicional de Moçambique passam os sons e danças que formam a cultura de cada província do país. Centenas de artistas sobem a palco dando a possibilidade ao curioso público de conhecer ou redescobrir grandes nomes, instrumentos musicais e canções, que de outra forma se poderiam perder no tempo. Os músicos buscam em conjunto a identidade cultural moçambicana na diversidade de toda aquela música. Para o evento é convidada Miriam Makeba, que canta para o Presidente Samora Machel "Moçambique: A luta continua".

## Produção

### Contexto histórico
Após a Independência de Moçambique em 1975, decorre a Campanha Nacional de Preservação e Valorização da Cultura e é criado o Instituto Nacional de Cinema que leva a cabo um estudo sobre a receção do material audiovisual produzido e distribuído por cineastas moçambicanos. Torna-se claro que o uso da música em cinema ajudava a transcender as barreiras impostas pela existência de 46 idiomas, diferentes culturas e elevados índices de analfabetismo no país. A partir de maio de 1980, organizam-se festivais em todas a localidades moçambicanas aos quais concorriam milhares de artistas populares, na expectativa de serem considerados representativos da cultura do país.
Quatrocentos artistas foram selecionados para participar no I Festival da Canção e da Música Tradicional. Perante a necessidade identificada pelo governo da Frelimo de afirmar uma identidade comum, o festival pretendia reunir sob a bandeira de um país as tradições dos seus diversos povos. O evento viria a ser programado para decorrer entre 28 de dezembro de 1980 e 4 de janeiro de 1981, no pavilhão do Clube de Desportos do Maxaquene e vários centros culturais de bairro e fábricas de Maputo.
Paralelamente, Portugal esforçava-se para reinventar as relações com as ex-colónias africanas, tentando cooperar e reforçar laços de solidariedade. Graça Machel, Ministra da Educação e Cultura, e José Luís Cabaço, Ministro da Informação, valorizam também a utilização do cinema como estratégia de afirmação de Moçambique como país e decidem convidar José Fonseca e Costa para realizar um filme acerca do Festival. O Instituto Nacional de Cinema reclama por considerar que ao contratar um realizador estrangeiro e aceitar o apoio financeiro português, a Direção Nacional de Cultura estava a trair os interesses nacionalistas e a desvalorizar os cineastas moçambicanos. Assim, a equipa do Instituto organiza-se para que mais três equipas, moçambicanas, filmassem o evento: uma liderada por Luís Simão, responsável por uma curta-metragem documental; uma segunda de Ruy Guerra, então a esgotar a sua participação no projeto de construção de um cinema moçambicano, recolheu imagens que não chegaram a ser montadas; e outra de José Cardoso, que realizou Canta Meu Irmão, Ajuda-me a Cantar (1982) uma longa-metragem que utiliza o festival como ponto de partida para aprofundar expressões musicais e de dança mais relevantes na tradição moçambicana.

### Desenvolvimento
A 23 de dezembro de 1980, o poeta Mário António faz uma chamada telefónica a José Fonseca e Costa, informando-o da realização do I Festival da Canção e da Música Tradicional cinco dias depois e convidando-o a filmá-lo. O realizador aceitou o convite, apesar da pouca informação recebida, nomeadamente de que o projeto contaria com a participação financeira da Fundação Calouste Gulbenkian e do Instituto Português de Cinema, sob solicitação da Direção Nacional de Cultura de Moçambique. Com Pedro Massano de Amorim e Carlos Pinto, Fonseca e Costa reúne o equipamento mais disponível (uma câmara Aaton e outra Arriflex BL, um gravador Nagra e alguns microfones Electro-Voice e Beyer) e partem para Maputo. Uma vez chegados, o Instituto Nacional de Cinema de Moçambique cede a assistência de Juca Vicente e João Cardoso, que se juntam à equipa. O realizador comentou a limitação de recursos do seguinte modo: "verificou-se aqui que os esforços da Direção Nacional de Cultura no sentido de nos arranjar outros apoios foram infrutíferos. [...] Eu tenho a impressão que soubemos e procurámos superar todas as dificuldades, recorrendo principalmente ao entusiasmo das pessoas de Moçambique que trabalharam connosco. Como sabes, mais de metade das pessoas que constam do genérico do filme são moçambicanas. Desde a Cristina Amaral, que nem é profissional de cinema até à Maria da Luz Duarte, que é etnóloga, nós só encontrámos um grande esforço e a melhor disposição para participarem em todas as fases do filme."

### Rodagem
Uma vez que a equipa não teve tempo para realizar um plano de trabalho, as filmagens decorreram desorganizadas, à medida que os acontecimentos do festival se sucediam. Durante os oito dias do evento foram recolhidas oito horas de imagem e doze de som. A ausência de planeamento e de material, como claquetes, resultou na captação de todo este material sem qualquer referência ou sincronização.

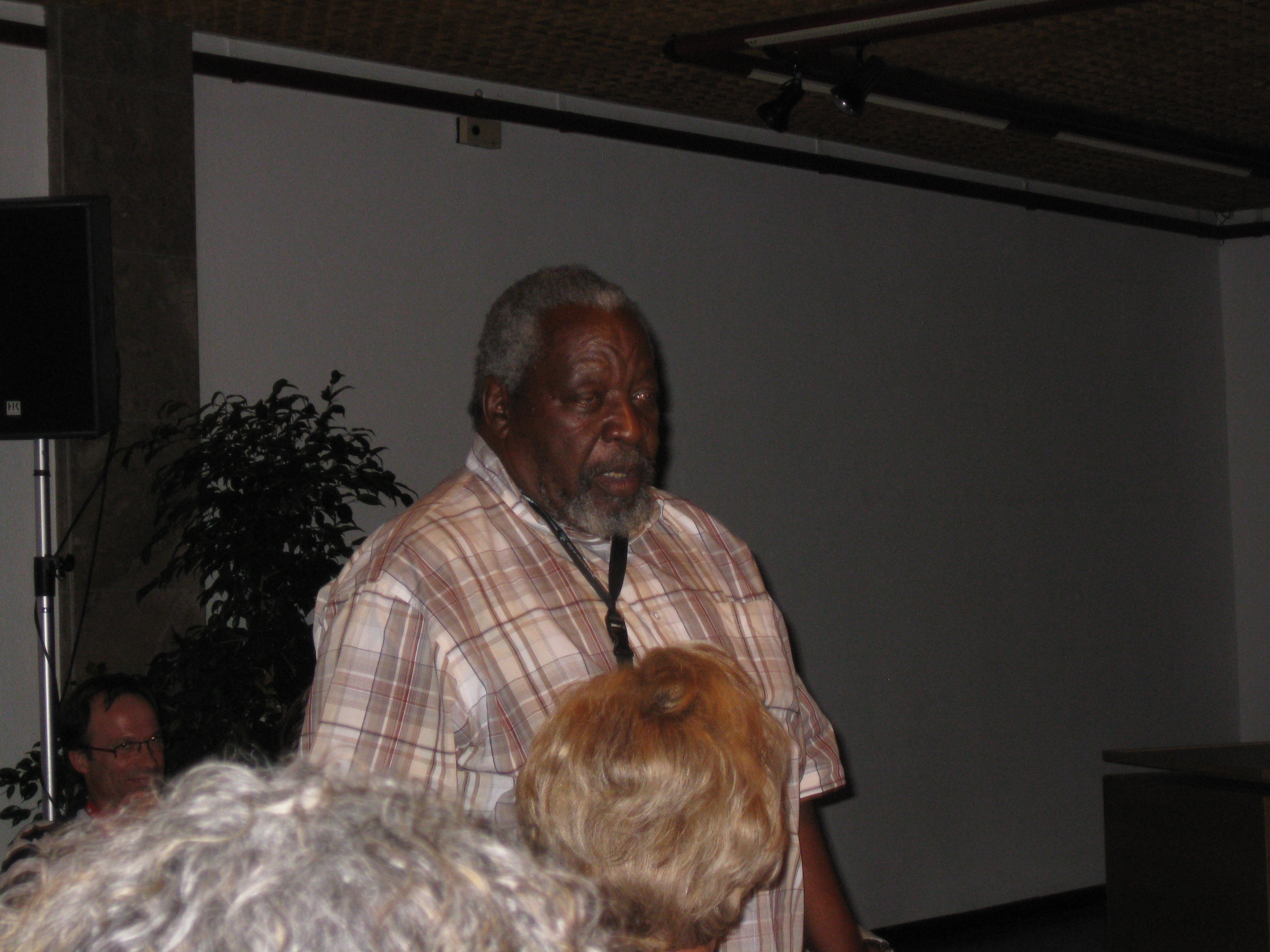
O documentário encerra com as imagens gravadas na casa-estúdio de pintura de Malangatana Valente.

Os escassos meios técnicos e humanos condicionaram a opção em gravar exteriores ou imagens fora do evento cultural. Ainda assim, após o término do festival, decorreram filmagens na casa-estúdio de pintura de Malangatana Valente. Segundo o realizador: "Enquanto estava a filmar o festival, tive a ideia de fechar com uma espécie de presença. [...] E esse artista era o Malangatana, que é um artista consagrado, realizado, com obra feita. [...] Há uma relação, com a certeza absoluta, entre aquilo que ele pinta e muitas coisas que eu vi no filme. [...] Eu não fiz aquilo para o sobrevalorizar. Não foi essa a ideia. Mas, digamos que o usei como referência".

### Montagem
O processo de edição do documentário decorreu em Lisboa, nomeadamente nos laboratórios de imagem da Tóbis Portuguesa. Desiludido com a ausência de referências no material recolhido e principalmente pela fraca qualidade do som recolhido no pavilhão do Clube de Desportos do Maxaquene, o local onde decorrera a maior parte dos concertos, Fonseca e Costa pondera arquivar todo material em bruto. José Manuel Alves Pereira é o responsável por em três semanas, sincronizar imagens e sons e, em dois meses, estruturar o documentário como um espetáculo, selecionando as principais atuações do festival, intercaladas com entrevistas, mesmo assumindo os contratempos da produção. Paulo Soares, membro da Direcção Geral da Cultura moçambicana, também apoiou o processo de edição ao identificar os grupos musicais que foram integraram o produto final. Em maio de 1981, a equipa técnica do documentário regressa a Moçambique, já com uma cópia de montagem terminada, para gravar a narração de Jaime Pacho.

## Intervenientes
- Jaime Pacho, como Narrador;[18]
- Graça Machel;
- Malangatana Valente;
- Martinho Lutero Galati (Brasil);
- Miriam Makeba (África do Sul);
- Dumi and The Maraine Marimba Ensemble (Zimbabwe).

Atuações moçambicanas:
- Conjunto de Mpundu (Tete);
- Conjunto Ngoma (Sofala);
- Coral de Inhambane (Inhambane);
- Felisberto Wukheyu (Gaza);
- Grupo coral de Manica (Manica);
- Grupo coral do Chókwè (Gaza);
- Grupo de Chigovia do Limpopo (Gaza);
- Mafende Mandio (Zambézia);
- Marimbeiros de Zavala (Inhambane);
- Orquestra Mapiko (Cabo Delgado);
- Orquestra Nhyanga de Changara (Tete);
- Tocadores de Makwilo (Cabo Delgado).

## Equipa técnica
- Realização: José Fonseca e Costa.[19]
- Fotografia: Pedro Massano de Amorim.
- Argumento: Paulo Soares.
- Edição: José Manuel Alves Pereira.
- Som: Carlos Pinto.
- Mistura de som: Luís Brandão.
- Direção de produção: José Fonseca e Costa e Paulo Soares.
- Assistente de realização: Moira Forjaz.[20]
- Assistente de câmara: Juca Vicente.
- Assistente de som: João Cardoso.
- Iluminação: Luís Simão.
- Anotação: Cristina Amaral.
- Consultoria etno-musical: Maria da Luz Duarte.
- Genérico: José Brandão.

## Temáticas e estética
Fonseca e Costa citou como referências para Música, Moçambique!, Festival panafricain d'Alger (1969), um filme coletivo assinado por William Klein, e The Last Waltz (1976), de Martin Scorcese. O primeiro motivou uma tentativa de abordagem pan-africanista que transcendesse a da nação moçambicana. O filme-concerto de Scorcese inspirou a opção de interligar as atuações musicais com testemunhos recolhidos, como o do musicólogo brasileiro Martinho Lutero.
No filme, os autores optam também por manter os aparelhos cinematográficos sempre visíveis ao espetadores, assumindo uma encenação para benefício do espetáculo cinematográfico. Exemplo disso é a sequência com a Orquestra Nhyanga de Changara, onde é evidente como uma câmara filma os músicos a partir do interior do círculo formado pelos tocadores, enquanto que uma segunda câmara filma o mesmo círculo a partir do seu exterior.

### Propagandismo
Num artigo acerca do documentário, o historiador de cinema Tiago Baptista analisa como o documentário apresenta ou procura evitar elementos propagandistas. Por um lado, considera que Música, Moçambique! é reminiscente de filmes que registam grandes encenações da cultura popular em regimes autoritários: como Olympia (1938), de Leni Riefenstahl, ou A Exposição do Mundo Português (1941) de António Lopes Ribeiro. Neste tipo de obras, procura-se uma subordinação dos regionalismos à ideia de uma nação. Em Música, Moçambique!, os intérpretes são filmados nas suas performances, mas nunca entrevistados. Baptista alerta: "O processo de construção cultural da nação feito em nome do povo é, como sempre, indissociável da instrumentalização do próprio povo". José Cardoso, em Canta Meu Irmão, Ajuda-me a Cantar (1982), demonstra o oposto da abordagem de Fonseca e Costa. O documentário de Cardoso afasta-se cedo do I Festival da Canção e da Música Tradicional para viajar pelas diferentes regiões de Moçambique e filmar as explicações dos músicos tradicionais quanto à sua música e como são feitos e tocados os seus instrumentos. Deste modo, abandona-se o ponto de vista espetacular e investe-se num aprofundamento mais humanizado, que está ausente em Música, Moçambique!.
Ainda assim, José Fonseca e Costa recorre a algumas soluções cinematográficas, para evitar o propagandismo. Na montagem, é dada prioridade ao som das músicas em detrimento dos discursos nacionalistas. Seguindo uma estética típico do cinema direto, o filme apresenta as performances sem comentários ou identificação, o que liberta os músicos e a sua cultura de qualquer constrangimento ideológico.

### Continuidade artística
Nascido em Angola, a ligação de José Fonseca e Costa a África e aos movimentos de libertação, como o Movimento Popular de Libertação de Angola, é uma marca presente da sua vida, mas não necessariamente do seu cinema. As únicas exceções são os documentários Regresso à Terra do Sol (1967) e Música, Moçambique!. O primeiro trata-se de uma curta-metragem encomendada pelo Banco Comercial de Angola (pertencente ao Banco Português do Atlântico) com o intuito de filmar a sua nova sede em Luanda. A obra tornou-se um primeiros filmes anticoloniais portugueses e seria consequentemente proibida pela censura. Após a revolução de 25 de abril de 1974, para além de Música, Moçambique!, José Fonseca e Costa evitou abordar temáticas africanas ou relacionadas com a guerra colonial portuguesa pela dificuldade em financiar tais projetos: "Se pensar bem n'Os Imortais, a guerra colonial está lá apenas como pano de fundo, trata-se muito mais de um filme policial, que de resto, sendo estilisticamente completamente diferente, traça deste país um retrato muito parecido com o que eu faço. [...] Mas não creio que aquele seja um filme sobre a guerra colonial. [...] Há um ou dois cineastas mais que fizeram algo nessa área, mas ainda nos falta o grande filme sobre a guerra colonial. Não há meios em Portugal. Optei por isso pelo tipo de trabalho que tenho andado a fazer com a consciência da minha modéstia e que é, já uma vez o disse, o retrato de um país de corpo inteiro".

## Distribuição
Música, Moçambique! foi apresentado em Maputo, a 25 de junho de 1981, numa sessão com a presença do Presidente Samora Machel integrada na semana das Comemorações do 6º Aniversário da Independência.
Após esta estreia, e contrariamente ao pretendido, o documentário teve uma limitada circulação. Ainda assim, integrou a programação dos seguintes festivais e eventos:
- 10ª edição do Festival de Cinema da Figueira da Foz (Portugal, 16 de setembro de 1981);
- Festival Biarritz Amérique Latine, gala de encerramento (França, 1981);[6]
- Semana do Cinema Português (Moçambique, dezembro de 1981);
- Jornadas de Letras e Artes dos Países Africanos de Língua Portuguesa (Portugal, 13 de junho de 1985).[27]

Sem ter beneficiado de uma distribuição comercial em Portugal, o documentário foi exibido a 2 de fevereiro de 1982, no Grande Auditório da Fundação Calouste Gulbenkian e estreou em televisão a 17 de outubro de 1983.
Após o falecimento de José Fonseca e Costa, o filme tornaria a ser exibido em programas de retrospetiva do cinema do realizador. A 9 de novembro de 2015, o canal TVCine 2 emitiu o documentário enquadrado no ciclo Recordar Fonseca e Costa. A 14 de dezembro de 2016, a Cinemateca Portuguesa programou uma sessão retrospetiva na qual Regresso à Terra do Sol foi exibido como complemento de Música, Moçambique!.

## Receção

### Governo moçambicano
O Presidente Samora Machel demonstrou o seu agrado com o filme no seu discurso na estreia oficial de Música, Moçambique!: "Este filme é de alto valor. Valor histórico, cultural, valor social. Servirá para educar os nossos jovens, para que não tenham complexo da sua cultura [...]. Muito obrigado, senhor Fonseca e Costa, realizador. Muito obrigada, senhor Alves Pereira, que é o montador do filme. Obrigado moçambicanos, por terem dado grande contribuição. Foi possível eles realizarem o trabalho porque tiveram o vosso apoio, a vossa ajuda e não fizeram da vossa cultura vergonha. Tiveram orgulho da vossa cultura e assim eles a souberam valorizar também, através do filme a que aqui assistimos". O reconhecimento do governo moçambicano fez-se também através da atribuição de um louvor da Ministra da Educação e Cultura, Graça Machel, entregue por Malangatana a Fonseca e Costa e à equipa do filme.

### Impacto cultural
Música, Moçambique! transcende um estilo etnográfico, uma vez que para além de documentar a realidade musical moçambicana, procura contribuir para o momento da política cultural da Frelimo de criação de uma cultura nacional. O documentário apresenta a música como exemplo do património cultural moçambicano que muitas populações ignoravam devido, entre outros fatores, à ação do colonialismo. Muitos instrumentos que são tocados no filme foram filmados e vistos pela primeira vez quando o filme foi lançado no início da década de 1980.